# Минойски език
Минойският език (на гръцки: ετεοκρητική γλώσσα) е езикът на предгръцкото население на о. Крит. Минойците (на старогръцки „същински критяни“) се споменават за първи път от Омир, а името им произлиза от името на митологичния критски цар Минос. Самоназванието на говорещите минойски език е неясно, вероятно е „кафту“ (според египетски източници K`FTJW), а названието на о. Крит на минойски език е Каптара (както е предадено в акадски текстове) или Кафтор (в староеврейски текстове).

## Класификация
Минойският език не може да се причисли към никое езиково семейство. В старогръцкия език са се запазили многобройни заемки, които отразяват морфологични особености на този неиндоевропейски език:
- много думи с неиндоевропейски произход с наставка -υλ-: μιμαίκυλον „вид плод“, άχυλος „жълъд“, βράβυλον „трънка“, σταφυλή „грозд“, νικΰλεα „смокиня“ и др.
- много думи с неиндоевропейски произход с наставка -σσ-: θάλασσα „море“, топоними с наставка -σσ- (Кносос, Тилис, Халикарнас, Парнас и др.
- много думи с неиндоевропейски произход с наставка -νθ-: ἀσάμινθος „вана“, βόλινθος „бизон“, κανθός „крайчец на окото“, λαβύρινθος „лабиринт“, ὑάκινθος „зюмбюл“, както и топоними Κόρινθος и др.
- много думи с неиндоевропейски произход с наставка -αν-/-ακ-/-oκ-/-ικ- и техни варианти с носов призвук: φάλαγξ „тегел“, βρόγχος „свирка, гърло“, συ̃ριγξ „флейта“, φόρμιγξ „струнен инструмент, китара“ и др.

Друга особеност на минойския език е повторението на сричките в корена, която има аналогия с предполагаемите бананови езици на предшумерското население в древна Месопотамия. От малкото минойски думи с установено значение, думата ma-ru „вълна“, заета в старогрц. μαλλός „валмо вълна“, може да се сближи с шумерското bar-lu „хубава вълна“.

## Писмени паметници
Преки свидетелства, които позволяват да съдим за минойската граматика, са надписите на Линеар А (XVIII – XV в. пр. Хр.). Надеждно изтълкувани са само отделни думи (например ku-ro „цяло, всичко“), също лични имена и имена на градове, които имат аналози в по-късни надписи. Запазени са също така няколко израза, записани с египетски йероглифи. Надписите с гръцка азбука са твърде малобройни, за да направят някакви изводи за граматиката на по-късния стадий на развитие на този език. Надписите с критски йероглифи не са разшифровани, въпреки че са разчетени определени значения на отделни сричкови знаци и идеограми.
Косвени свидетелства са минойските глоси, съхранени в старогръцки текстове (в тях по всяка вероятност могат да се открият определени морфеми и словообразувателни модели), а също и някои особености на правописа на Линеар Б, което макар да се е използовало преди всичко за предаване на текстове на старогръцки език, е било приспособено за език, силно различаващ се от старогръцкия.
След упадъка на минойската цивилизация и нашествието на ахейците паметници на минойски език не се срещат в продължение на едно хилядолетие. Най-късните надписи са от VII – III в. пр. Хр. и са записани с гръцка азбука. Езикът изчезва вероятно към III в. пр. Хр.

## Фонетика и правопис
За много от особеностите на критския правопис можем да съдим косвено по надписите на Линеар Б на старогръцки език. Тъй като тези надписи притежават ред особености, съвършено чужди на гръцкия език, може да се предположи, че те са били свойствени за минойския език, за чиито нужди е било създадено и критското идеограмно писмо.
В критското идеограмно писмо не се различават звучни от беззвучни съгласни, както и сонорните /r/ и /l/. В по-късните надписи с гръцка азбука се използват букви и за двата вида съгласни. Това явление може да се изтълкува по два начина:
- в минойския език тези съгласни звукове действително не са се различавали.
- тази особеност на писане отразява степенуване на звучни и беззвучни съгласни в корена на думата от морфологично естество (склонение, спрежение и др.).

В Линеар А и Б се отчитат следните фонеми:
- Гласни: /a/, /e/, /i/, /o/, /u/
- Съгласни: /d/ (звук, среден между /d/ и /l/), /j/, /k/-/g/, /l/-/r/, /m/, /n/, /p/-/b/-/f/, /q/-/p/, /s/, /t/, /w/, /z/ (обозначенията са условни).

Сричковите знаци предават отворени срички: a, ja, ka и т.н. Освен това, съществуват и сричкови знаци, предаващи на пръв поглед дифтонги: tja, rja, swa (но е възможно това да са палатални и лабиални варианти на съответните съгласни: ty, ry, sw).
Независимо от наличието на отворени срички в писмото, със сигурност са съществували и затворени срички (което се потвърждава от по-късните надписи с гръцка азбука); за предаване на затворена сречка към съгласната се добавя гласната от следващата сричка, а при отсътствие на следваща сричка – от предната. Това води до наличието на различни начини за записване на една и съща дума: qa-ra-wa и qe-ra-u.
Съгласните /r/, /l/, /m/, /n/, /s/ в края на затворена сричка се изпускат.

## Морфология
Трудно се възстановяват каквито и да било морфологични модели поради характера на текстовете (текстовете на Линеар А и Б са предимно от счетоводно-стопански характер, със стандартни формулировки). От заемките в старогръцки може да се определят със сигурност няколко типа наставки, но тъй като не е запазено значението на корена на думата, е трудно да се определи каква роля изпълняват тези наставки.
Засвидетелствани са глаголни окончания -si, -se, -ti, -tia (сравни например di-di-ka-se и di-di-ka-ti, ki-ri-si и ki-ri-tia). Окончанието -si се съгласува с едно съществително (или име), окончанието -ti – с няколко.
Освен това се забелязват няколко именни окончания с неясна роля (ja-sa-sa-ra, ja-sa-sa-ra-me и ja-sa-sa-ra-ma-na, или i-pi-na-ma и i-pi-na-mi-na).
Една от характерните особености на минойския език е удвояването на корена (среща се както в надписите на Линеар А, така и в по-ранните надписи с йероглифи). Тази особеност се среща и в заемки в старогръцки:
- ἀμάμαξυς с вариант ἀμαξίς „лоза и асма с два кола“ (*ama-ma-ks-)
- ἀμαρύσσω и μαρμαίρω „блестя“, вероятно към тях се отнася и μάρμαρος „мрамор“ (*mar-mar-) *γέλγις и ἄγλις чесън (*ge-gl-) и др.

## Други особености
Текстовете на Линеар Б, записани на старогръцки език, позволяват да се възстановят някои особености на минойския език – най-вече правописни правила, чужди на старогръцкия език. Например, крайните съгласни r, l, m, n, s, и i в дифтонги не се отбелязват в писмото (например, дума, записана като a-me-no, може да се чете като Armenos, Asmenos, Ameinon). Други примери за такова изпускане са думи като:
- a-sa-mi-to → ἀσάμινθος „вана“
- ke-sa-da-ra → Κασσάνδρα, пророчицата Касандра
- do-qe-ja → δόρπον „вечеря“
- qa-si-re-u → βασιλεύς „цар“
- pa-ma-ko → φάρμακον „лекарство“
- pa-ka-na → φάσγανον „вид меч“
- po-ni-ki-jo → φοι̃νιξ „багрян“

Няма убедителни обяснения на това явление; едно възможно обяснение би било, че в предгръцката критска писменост тези звукове са съответствали на често употребявани словоизменителни елементи, чието точно значение се е подразбирало от контекста и затова са се изпускали. Следва да се обърне внимание на това, че в паметниците на Линеар Б (на старогръцки език) много добре са отразени формите за именното склонение, а в текстовете на Линеар А такива парадигми са малобройни или дори спорни; малкото на брой обособени морфеми могат да бъдат както словоизменителни, така и словообразувателни.